# Буйвіл карликовий
Буйвіл карликовий, аноа (Bubalus depressicornis) — вид оленеподібних (Artiodactyla) ссавців з родини бикових (Bovidae)ендемічний для Сулавесі. Його найближчим родичем є Bubalus quarlesi, і досі точаться суперечки щодо того, чи є ці два види одним і тим же видом чи ні.

## Опис
Це невеликий буйвіл, лише трохи більший за Bubalus quarlesi. Його висота в плечах ледь перевищує 90 см, а вага становить 150—300 кг. Зазвичай він одинак, живе в рівнинних лісах, шукаючи рослини та підлісок. Згідно з Гроувсом (1969) буйвіл карликовий вирізняється тим, що має: а) трикутний поперечний переріз рогів; б) рідке волосся; в) завжди має білі плями на обличчі та ногах.

## Середовище проживання
Мешкає на висотах від 0 до 1000 метрів на о. Сулавесі. Аноа віддав перевагу річковим і низинним лісам. У минулому вид був поширений уздовж узбережжя (і повідомляється, що аноа п'є морську воду). Низинні аноа також трапляються на високих висотах у гірських районах. Як і інші дикі буйволи, Аноа валяється та купається в водоймах з водою та/або грязюкою.

## Спосіб життя
Вид є одиночним, хоча іноді зустрічаються пари дорослих особин, імовірно, пов'язані з розмноженням. Живиться низькорослою рослинністю. Типова тривалість життя в неволі, як повідомляється, становить від 20 до 30 років, з віком статевої зрілості від 2 до 3 років (у неволі), як правило, з одним потомством на рік.